# Sok z żuka
Sok z żuka (ang. Beetlejuice) – amerykański filmowy komediohorror fantasy wyreżyserowany przez Tima Burtona do scenariusza Michaela McDowella i Warrena Skaarena, napisanego na podstawie historii wymyślonej przez McDowella i Larry’ego Wilsona. W rolach głównych wystąpili Alec Baldwin, Geena Davis, Jeffrey Jones, Catherine O’Hara, Winona Ryder i Michael Keaton w roli tytułowej. Fabuła koncentruje się na niedawno zmarłym małżeństwie, które jako duchy nie mogą opuścić swojego domu, do którego wprowadziła się nowa rodzina. Żeby pozbyć się intruzów proszą o pomoc charyzmatycznego „bioegzorcystę” Betelgeuse’a.
Premiera filmu w Stanach Zjednoczonych odbyła się 30 marca 1988, za jego kinową dystrybucję odpowiadało Warner Bros. Sok z żuka stał się sukcesem komercyjnym, zarabiając 74,7 mln USD przy budżecie wynoszącym 15 mln USD. Zdobył m.in. Oscara za najlepszą charakteryzację oraz Saturny dla najlepszego horroru, najlepszej aktorki drugoplanowej oraz za charakteryzację. Zapoczątkował także franczyzę medialną, na którą składają się m.in. serial animowany Żukosoczek, gry komputerowe oraz musical. We wrześniu 2024 do kin trafiła kontynuacja Beetlejuice Beetlejuice.

## Fabuła
Film opowiada historię niedawno zmarłego małżeństwa, Adama i Barbary Maitlandów, którzy po nagłej śmierci zostają uwięzieni jako duchy w swoim domu. Kiedy wprowadza się do niego nowe małżeństwo z nastoletnią córką, nie mogący pogodzić się z tym Maitlandowie zwracają się o pomoc do demona i bioegzrorycsty Beetlejuice’a, żeby przepędził z budynku śmiertelników zakłócających ich spokój.

## Obsada

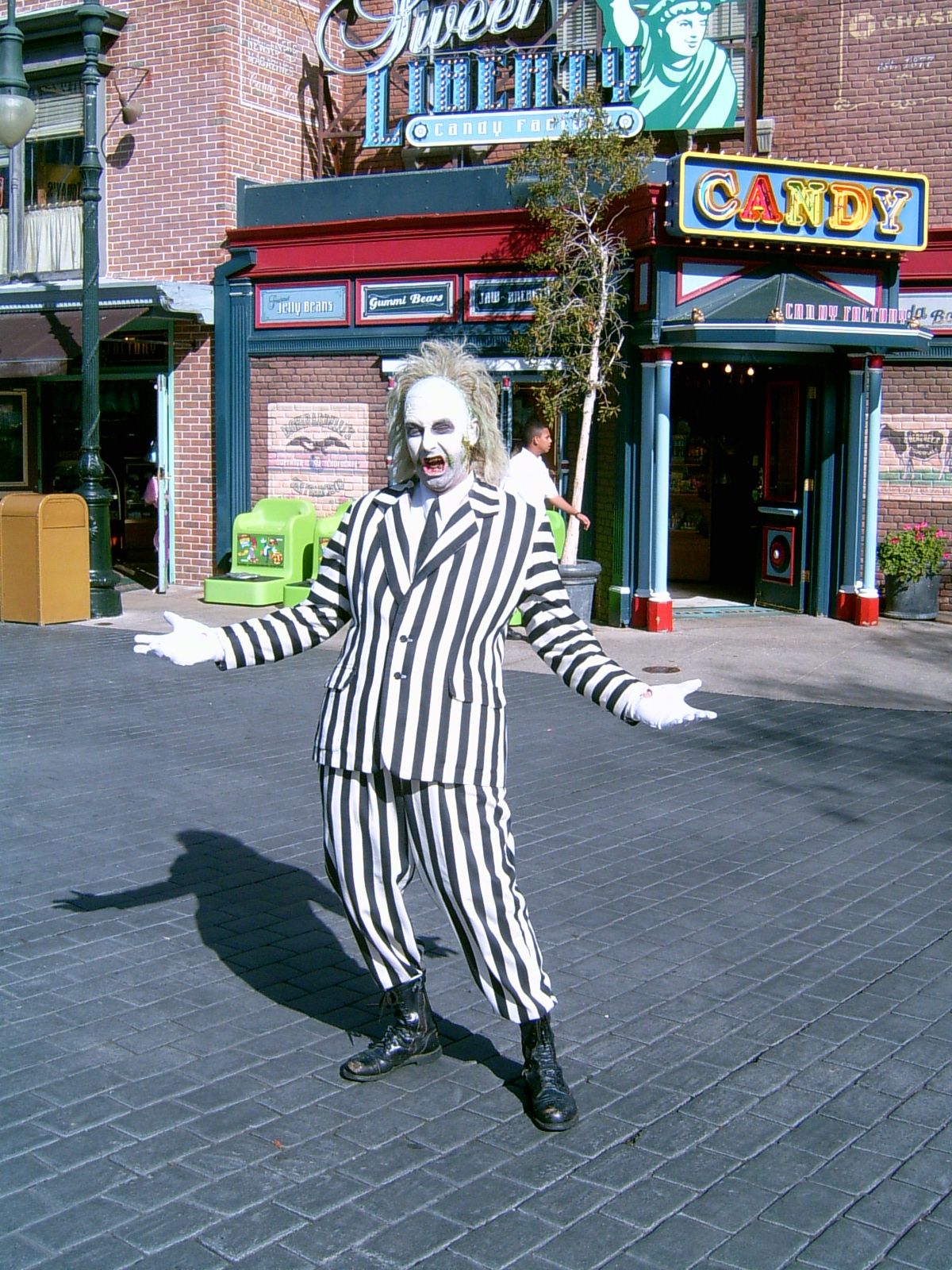
Pracownik parku rozrywki Universal Studios Hollywood w stroju Beetlejuice’a.

Opracowano na podstawie: Internet Movie Database
- Michael Keaton jako Betelgeuse / Sok z Żuka[a]
- Alec Baldwin jako Adam Maitland
- Geena Davis jako Barbara Maitland
- Jeffrey Jones jako Charles Deetz
- Catherine O’Hara jako Delia Deetz
- Winona Ryder jako Lydia Deetz
- Sylvia Sidney jako Juno
- Robert Goulet jako Maxie Dean
- Dick Cavett jako Bernard
- Glenn Shadix jako Otho Fenlock
- Annie McEnroe jako Jane Butterfield
- Maree Cheatham jako Sarah Dean
- Carmen Filpi jako posłaniec
- Tony Cox jako kaznodzieja
  - Jack Angel jako głos kaznodziei
- Susan Kellermann jako Grace
- Adelle Lutz jako Beryl
- Patrice Martinez jako recepcjonistka